# The White Pixel Ape
Ne pas confondre avec The Black Pixel Ape, autre album de Shaka Ponk.
Albums de Shaka Ponk
The Geeks and the Jerkin' Socks
(2011) The Black Pixel Ape
(2014)
Singles
1. Wanna Get Free
Sortie : 16 janvier 2014[1]
2. Lucky Girl
Sortie : 18 mars 2014[2]

The White Pixel Ape (sous titré Smoking Isolate to Keep in Shape) est le quatrième album studio du groupe Shaka Ponk, sorti le 17 mars 2014.

## Titres
| 1.    | Lucky G1rl                             | 3:12 |
| 2.    | Wanna Get Free                         | 3:01 |
| 3.    | M0nkey On The Wall                     | 2:56 |
| 4.    | Scarify (feat. Beat Assailant)         | 6:52 |
| 5.    | Black Listed                           | 5:59 |
| 6.    | An Eloquent                            | 4:43 |
| 7.    | W0tz Goin'ON                           | 3:39 |
| 8.    | Story O' my LF (feat. Beat Assailant)  | 4:54 |
| 9.    | Gimme Guitarrrrra (feat. Angelo Moore) | 3:06 |
| 10.   | Last Alone                             | 3:53 |
| 11.   | Altered Native Soul                    | 5:23 |
| 12.   | Heal Me Kill Me                        | 4:56 |
| 13.   | 6xLove                                 | 4:38 |
| 57:14 |                                        |      |

## Interprètes
- Frah : chant
- Sam : chant
- CC : guitare
- Ion : batterie
- Mandris : basse
- Steve : clavier et samples

## Samples
- En l'honneur du 20e anniversaire du film Pulp Fiction de Quentin Tarantino, la chanson 6xLove contient un extrait du monologue de Samuel L. Jackson[3].